# Mustapha Hoff
Pour les articles homonymes, voir Hoff.
Mustapha Hoff, né le 22 février 1972 à Mano River, au Liberia, est un joueur libérien, naturalisé libanais de basket-ball. Il évolue au poste d'ailier fort. 